# 1242

## Esdeveniments
Països catalans
- 30 de desembre - Alzira (la Ribera Alta): Jaume I conquereix la vila.

Món
- 5 d'abril - llac Peipus: Té lloc la batalla del gel entre els cavallers teutons i els habitants de la República de Nóvgorod liderats per Alexandre Nevski. Les tropes russes aturen les germàniques i consoliden el futur paper de Moscou en una espectacular batalla sobre el gel.
- 28-29 de maig - Avinhonet, Comtat de Tolosa: Massacre dels inquisidors del tribunal de Tolosa i del seu seguici mentre dormien al castell de la localitat.[1]
- Un metge àrab (Ibn Nafis) descriu els ventricles del cor i el circuit menor de la sang.

## Naixements
Països catalans
Món
- 15 de setembre - Japó: Príncep Munetaka, onzè shogun

## Necrològiques
Països catalans
Món
- 10 de febrer - Martirano (Calàbria): Enric VII d'Alemanya